# Élections législatives de 1881 dans les Bouches-du-Rhône
Les élections législatives de 1881 ont eu lieu les 21 août et 4 septembre 1881.

## Députés élus
|   | Circonscription  | Député sortant              |  | Groupe parlementaire | Député élu               |  | Groupe parlementaire |
| - | ---------------- | --------------------------- |  | -------------------- | ------------------------ |  | -------------------- |
| 1 | Arles            | Joseph Teissier de Cadillan |  | Légitimiste          | Félix Granet             |  | Extrême gauche       |
| 2 | 1re d'Aix        | Édouard Lockroy             |  | Extrême gauche       | Édouard Lockroy          |  | Extrême gauche       |
| 3 | 2e d'Aix         | Alexandre Labadié           |  | Gauche républicaine  | Alexandre Labadié        |  | Gauche républicaine  |
| 4 | 1re de Marseille | Xavier Bouquet              |  | Extrême gauche       | Xavier Bouquet           |  | Extrême gauche       |
| 5 | 2e de Marseille  | François-Vincent Raspail    |  | Extrême gauche       | François-Vincent Raspail |  | Extrême gauche       |
| 6 | 3e de Marseille  | Maurice Rouvier             |  | Union républicaine   | Maurice Rouvier          |  | Union républicaine   |
| 7 | 4e de Marseille  | Émile Bouchet               |  | Union républicaine   | Émile Bouchet            |  | Union républicaine   |

## Résultats à l'échelle du département
| Partis         | Partis                      | Premier tour | Premier tour | Deuxième tour | Deuxième tour | Sièges |
| Partis         | Partis                      | Voix         | %            | Voix          | %             | Sièges |
| -------------- | --------------------------- | ------------ | ------------ | ------------- | ------------- | ------ |
|                | Républicains intransigeants | 24 839       | 36,25        | 25 002        | 68,64         | 4      |
|                | Républicains radicaux       | 23 853       | 34,81        |               |               | 3      |
|                | Républicains modérés        | 12 349       | 18,02        | 10 151        | 27,87         | 0      |
|                | Légitimistes                | 3 678        | 5,37         |               |               | 0      |
|                | Divers                      | 3 803        | 5,55         | 1 273         | 3,49          | 0      |
|                |                             |              |              |               |               |        |
| Inscrits       | Inscrits                    | 131 043      | 100,00       | 79 054        | 100,00        | 7      |
| Votants        | Votants                     | 70 419       | 53,74        | 37 102        | 46,93         |        |
| Abstentions    | Abstentions                 | 60 624       | 46,26        | 41 952        | 53,07         |        |
| Blancs et nuls | Blancs et nuls              | 1 897        | 2,69         | 676           | 1,82          |        |
| Exprimés       | Exprimés                    | 68 522       | 97,31        | 36 426        | 98,18         |        |

## Résultats par arrondissement

### Arrondissement d'Arles
| Candidats      | Candidats                   | Étiquette                 | Premier tour | Premier tour | Deuxième tour | Deuxième tour |
| Candidats      | Candidats                   | Étiquette                 | Voix         | %            | Voix          | %             |
| -------------- | --------------------------- | ------------------------- | ------------ | ------------ | ------------- | ------------- |
|                | Georges Clémenceau          | Républicain intransigeant | 5 342        | 37,52        | 7 977         | 100,00        |
|                | Félix Granet                | Républicain intransigeant | 5 216        | 36,64        |               |               |
|                | Joseph Teissier de Cadillan | Légitimiste               | 3 678        | 25,84        |               |               |
|                |                             |                           |              |              |               |               |
| Inscrits       | Inscrits                    | Inscrits                  | 22 561       | 100,00       | 26 571        | 100,00        |
| Votants        | Votants                     | Votants                   | 14 236       | 63,10        | 8 335         | 31,37         |
| Abstention     | Abstention                  | Abstention                | 8 325        | 36,90        | 18 236        | 68,63         |
| Blancs et nuls | Blancs et nuls              | Blancs et nuls            | 0            | 0,00         | 358           | 4,30          |
| Exprimés       | Exprimés                    | Exprimés                  | 14 236       | 100,00       | 7 977         | 95,70         |

#### Élection complémentaire du 18 décembre 1881  en remplacement de Georges Clémenceau
| Candidats      | Candidats         | Étiquette                 | Premier tour | Premier tour |
| Candidats      | Candidats         | Étiquette                 | Voix         | %            |
| -------------- | ----------------- | ------------------------- | ------------ | ------------ |
|                | Félix Granet      | Républicain intransigeant | 8 280        | 52,55        |
|                | Hélion de Barrême | Légitimiste               | 5 985        | 37,98        |
|                | Lucien Rabuel     | Républicain modéré        | 1 184        | 7,51         |
|                | Dide              | Républicain modéré        | 244          | 1,55         |
|                | Divers            | Divers                    | 64           | 0,41         |
|                |                   |                           |              |              |
| Inscrits       | Inscrits          | Inscrits                  | 26 469       | 100,00       |
| Votants        | Votants           | Votants                   | 16 012       | 60,49        |
| Abstention     | Abstention        | Abstention                | 10 457       | 39,51        |
| Blancs et nuls | Blancs et nuls    | Blancs et nuls            | 255          | 1,59         |
| Exprimés       | Exprimés          | Exprimés                  | 15 757       | 98,41        |

### Arrondissement d'Aix

#### 1recirconscription
| Candidats      | Candidats       | Étiquette           | Premier tour | Premier tour |
| Candidats      | Candidats       | Étiquette           | Voix         | %            |
| -------------- | --------------- | ------------------- | ------------ | ------------ |
|                | Édouard Lockroy | Républicain radical | 5 285        | 69,55        |
|                | Peautrier       | Républicain modéré  | 2 314        | 30,45        |
|                |                 |                     |              |              |
| Inscrits       | Inscrits        | Inscrits            | 15 974       | 100,00       |
| Votants        | Votants         | Votants             | 8 067        | 50,50        |
| Abstention     | Abstention      | Abstention          | 7 907        | 49,50        |
| Blancs et nuls | Blancs et nuls  | Blancs et nuls      | 468          | 5,80         |
| Exprimés       | Exprimés        | Exprimés            | 7 599        | 94,20        |

#### 2ecirconscription
| Candidats      | Candidats         | Étiquette                 | Premier tour | Premier tour | Deuxième tour | Deuxième tour |
| Candidats      | Candidats         | Étiquette                 | Voix         | %            | Voix          | %             |
| -------------- | ----------------- | ------------------------- | ------------ | ------------ | ------------- | ------------- |
|                | Camille Pelletan  | Républicain intransigeant | 3 002        | 34,77        | 3 517         | 37,14         |
|                | Fournier          | Républicain modéré        | 2 897        | 33,56        | 3 456         | 36,50         |
|                | Alexandre Labadié | Républicain modéré        | 2 691        | 31,17        | 2 484         | 26,23         |
|                | Divers            | Divers                    | 43           | 0,50         | 12            | 0,13          |
|                |                   |                           |              |              |               |               |
| Inscrits       | Inscrits          | Inscrits                  | 16 613       | 100,00       | 16 620        | 100,00        |
| Votants        | Votants           | Votants                   | 8 680        | 52,25        | 9 489         | 57,09         |
| Abstention     | Abstention        | Abstention                | 7 933        | 47,75        | 7 131         | 42,91         |
| Blancs et nuls | Blancs et nuls    | Blancs et nuls            | 47           | 0,54         | 20            | 0,21          |
| Exprimés       | Exprimés          | Exprimés                  | 8 633        | 99,46        | 9 469         | 99,79         |

### Arrondissement de Marseille

#### 1recirconscription
| Candidats      | Candidats      | Étiquette                 | Premier tour | Premier tour | Deuxième tour | Deuxième tour |
| Candidats      | Candidats      | Étiquette                 | Voix         | %            | Voix          | %             |
| -------------- | -------------- | ------------------------- | ------------ | ------------ | ------------- | ------------- |
|                | Pierre Durand  | Républicain intransigeant | 3 118        | 38,04        | 1 699         | 18,62         |
|                | Paul Peytral   | Républicain intransigeant | 1 130        | 13,79        | 5 022         | 55,04         |
|                | Pierre Roux    | Républicain intransigeant | 283          | 3,45         | 1 499         | 16,43         |
|                | Divers         | Divers                    | 3 666        | 44,72        | 905           | 9,92          |
|                |                |                           |              |              |               |               |
| Inscrits       | Inscrits       | Inscrits                  | 15 922       | 100,00       | 15 922        | 100,00        |
| Votants        | Votants        | Votants                   | 8 202        | 51,51        | 9 269         | 58,22         |
| Abstention     | Abstention     | Abstention                | 7 720        | 48,49        | 6 653         | 41,78         |
| Blancs et nuls | Blancs et nuls | Blancs et nuls            | 5            | 0,06         | 144           | 1,55          |
| Exprimés       | Exprimés       | Exprimés                  | 8 197        | 99,94        | 9 125         | 98,45         |

#### 2ecirconscription
| Candidats      | Candidats      | Étiquette                 | Premier tour | Premier tour | Deuxième tour | Deuxième tour |
| Candidats      | Candidats      | Étiquette                 | Voix         | %            | Voix          | %             |
| -------------- | -------------- | ------------------------- | ------------ | ------------ | ------------- | ------------- |
|                | Clovis Hugues  | Républicain intransigeant | 4 936        | 49,08        | 5 288         | 53,66         |
|                | Simonin        | Républicain modéré        | 2 644        | 26,29        | 4 211         | 42,73         |
|                | Dide           | Républicain modéré        | 1 803        | 17,93        |               |               |
|                | Brissy         | Républicain intransigeant | 674          | 6,70         |               |               |
|                | Divers         | Divers                    |              |              | 356           | 3,61          |
|                |                |                           |              |              |               |               |
| Inscrits       | Inscrits       | Inscrits                  | 19 941       | 100,00       | 19 941        | 100,00        |
| Votants        | Votants        | Votants                   | 10 411       | 52,21        | 10 009        | 50,19         |
| Abstention     | Abstention     | Abstention                | 9 530        | 47,79        | 9 932         | 49,81         |
| Blancs et nuls | Blancs et nuls | Blancs et nuls            | 354          | 3,40         | 154           | 1,54          |
| Exprimés       | Exprimés       | Exprimés                  | 10 057       | 96,60        | 9 855         | 98,46         |

#### 3ecirconscription
| Candidats      | Candidats       | Étiquette           | Premier tour | Premier tour |
| Candidats      | Candidats       | Étiquette           | Voix         | %            |
| -------------- | --------------- | ------------------- | ------------ | ------------ |
|                | Maurice Rouvier | Républicain radical | 8 308        | 100,00       |
|                |                 |                     |              |              |
| Inscrits       | Inscrits        | Inscrits            | 18 252       | 100,00       |
| Votants        | Votants         | Votants             | 8 884        | 48,67        |
| Abstention     | Abstention      | Abstention          | 9 368        | 51,33        |
| Blancs et nuls | Blancs et nuls  | Blancs et nuls      | 576          | 6,48         |
| Exprimés       | Exprimés        | Exprimés            | 8 308        | 93,52        |

#### 4ecirconscription
| Candidats      | Candidats      | Étiquette                 | Premier tour | Premier tour |
| Candidats      | Candidats      | Étiquette                 | Voix         | %            |
| -------------- | -------------- | ------------------------- | ------------ | ------------ |
|                | Émile Bouchet  | Républicain radical       | 10 260       | 89,28        |
|                | Bocca          | Républicain intransigeant | 1 138        | 9,90         |
|                | Divers         | Divers                    | 94           | 0,82         |
|                |                |                           |              |              |
| Inscrits       | Inscrits       | Inscrits                  | 21 780       | 100,00       |
| Votants        | Votants        | Votants                   | 11 939       | 54,82        |
| Abstention     | Abstention     | Abstention                | 9 841        | 45,18        |
| Blancs et nuls | Blancs et nuls | Blancs et nuls            | 447          | 3,74         |
| Exprimés       | Exprimés       | Exprimés                  | 11 492       | 96,26        |